# Kusnezow NK-12

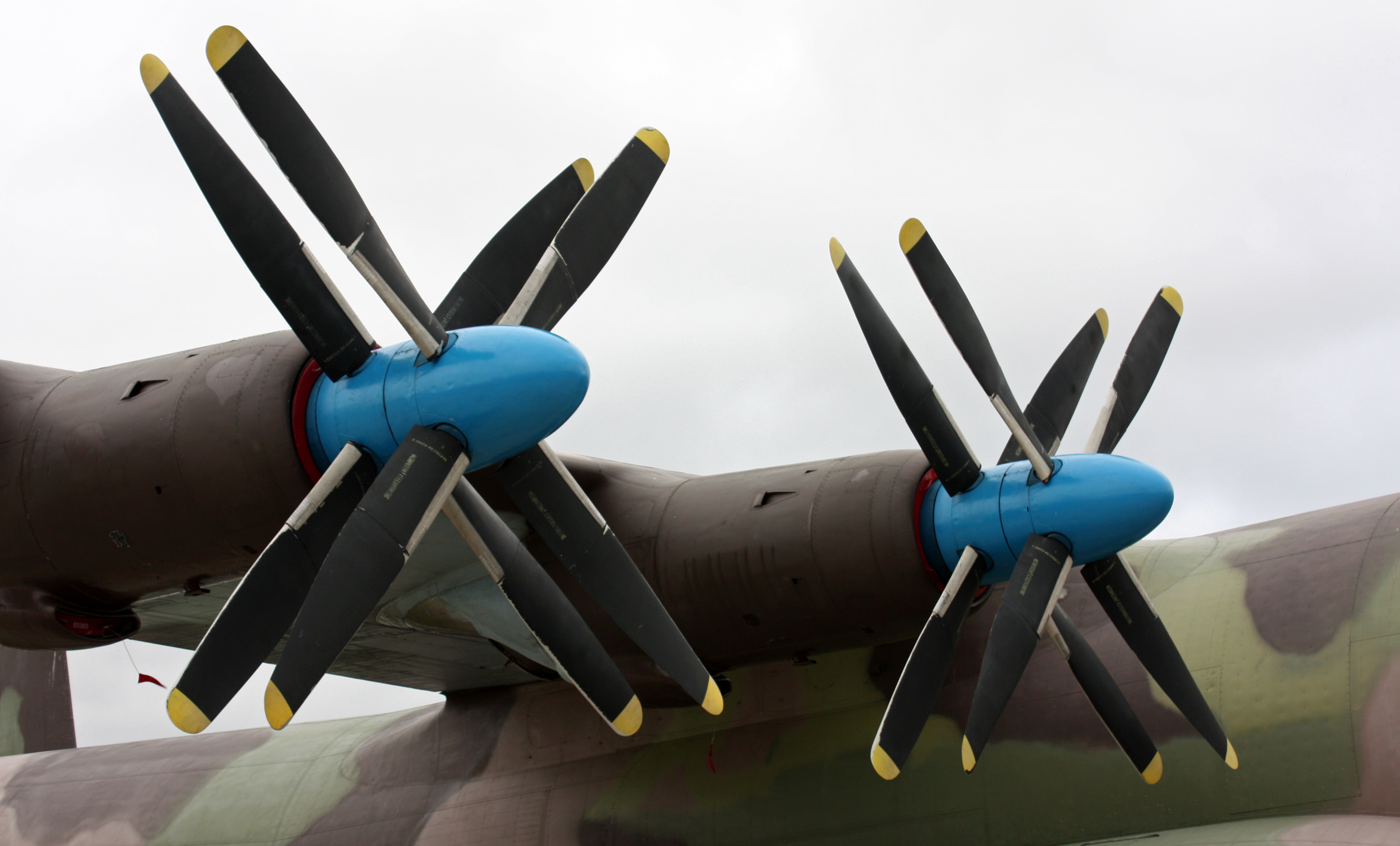
Kusnezow NK-12-Triebwerke an einer Antonow An-22

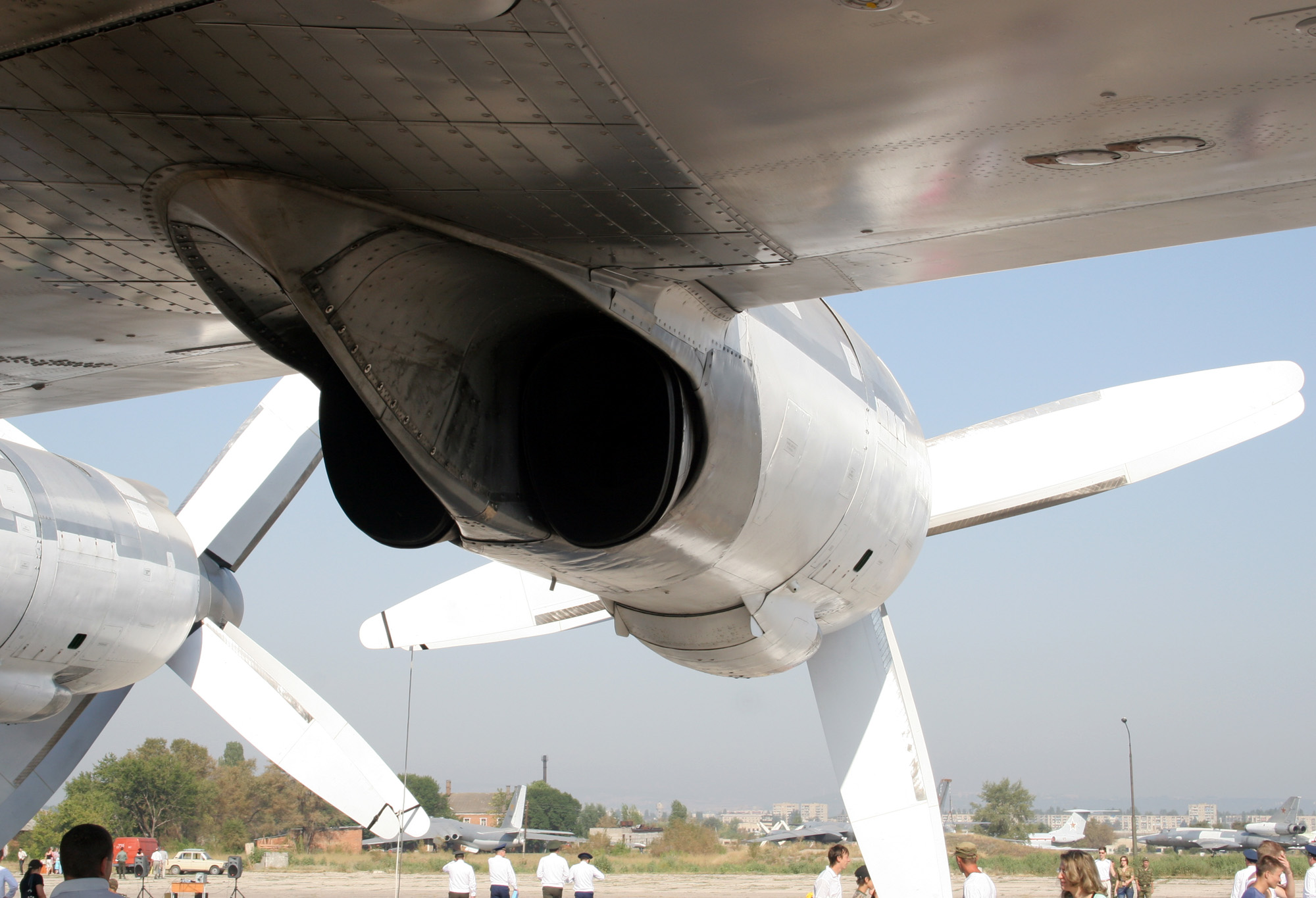
NK-12-Triebwerke an einer Tupolew Tu-95

Das Kusnezow NK-12 (russisch Кузнецов НК-12) ist ein aus der Zeit der Sowjetunion stammendes Turboprop-Triebwerk des russischen Herstellers Kusnezow. Die Entwicklung begann 1952. Das NK-12 ist mit maximal 15.000 PS bis heute das leistungsstärkste Turboprop-Triebwerk, das je in Serie gefertigt wurde.

## Beschreibung
Es handelt sich um ein Einwellentriebwerk, das über ein doppeltes Planetengetriebe zwei koaxial gegenläufige Propeller antreibt. Es wurde ab 1953 in Kuibyschew von einer Gruppe von Ingenieuren der ehemaligen Junkers-Werke unter Leitung des Österreichers Ferdinand Brandner entwickelt. Die Techniker waren 1946 zusammen mit zahlreichen anderen Luftfahrtspezialisten in die Sowjetunion verbracht worden (Aktion Ossawakim).
Erste Erfahrungen mit gegenläufigen Turboproptriebwerken konnten im Zuge der Entwicklung der TW-2M-Turbine mit ihren zwei gegenläufigen Dreiblattpropellern gesammelt werden. Dieses Triebwerk war für die Tupolew Tu-91 vorgesehen und wurde an einer Tupolew Tu-4 getestet.
Nachdem die Gruppe dort unter anderem das Triebwerk 022 entwickelt hatte, das später als Kusnezow NK-4 in 4.000- und 5.000-PS-Versionen in großem Umfang zum Einsatz kommen sollte, sah man Bedarf für ein weit leistungsstärkeres Triebwerk. Ab November 1952 wurden mit dem ersten Prototyp der Tupolew Tu-95 Flugversuche mit dem Doppeltriebwerk 2TW-2F durchgeführt, das aus je zwei gekoppelten NK-4 bestand. Nach dem Absturz der Maschine wegen Getriebeproblemen entschied man sich für die Entwicklung eines Einturbinentriebwerks mit der Typbezeichnung NK-12 und zunächst 12.000 PS. Die ersten Läufe auf dem Prüfstand fanden im Frühjahr 1953 statt, dann folgte noch im selben Jahr die fliegende Erprobung, wiederum mit einer Tu-4, in die das NK-12 anstelle des rechten Innenmotors eingebaut wurde. Die Testphase wurde am 25. Dezember 1954 mit der staatlichen Musterprüfung, die einen 100-Stunden-Lauf umfasste, abgeschlossen. Der Erstflug mit dem zweiten Prototyp der Tu-95 fand am 16. Februar 1955 statt.

## Anwendungen
Das Triebwerk in seinen verschiedenen Varianten kam bei folgenden Luftfahrzeugen zum Einsatz:
- Antonow An-22
- Tupolew Tu-95
- Tupolew Tu-114
- Tupolew Tu-116
- Tupolew Tu-126
- Tupolew Tu-142
- A-90 Orljonok (ein Ekranoplan)

Folgende nicht umgesetzte Projekte wären auch mit dem Triebwerk ausgerüstet worden:
- Tupolew Tu-115 (eine Frachtversion der Tu-114 mit Heckstand und Heckklappe)
- Tupolew Tu-118 (eine Abwandlung der Tu-104 mit vier Turboprop- statt zwei Strahltriebwerken)

## Technische Daten
| Variante →                      | TW-12  | NK-12                  | NK-12M | NK-12MA | MK-12MW | NK12-MK | NK-12MP         |
| ------------------------------- | ------ | ---------------------- | ------ | ------- | ------- | ------- | --------------- |
| Leistung (kW)                   | 8.000  | 8.948 9.188            | 11.185 | 11.185  | 11.033  | 9.900   | 11.030          |
| Leistung (PS)                   | 10.880 | 12.170 12.500          | 15.211 | 15.211  | 15.005  | 13.464  | 15.000          |
| Turbinendrehzahl (min−1)        |        | 8.300                  |        |         |         |         | 8.300           |
| Turbineneintrittstemperatur (K) |        | 1.150                  |        |         |         |         | 1.150           |
| Verdichter                      |        |                        |        |         |         |         | axial 14-stufig |
| Turbine                         |        |                        |        |         |         |         | axial 5-stufig  |
| Luftdurchsatz (kg/s)            |        |                        |        |         |         |         | 65              |
| Verdichtung                     |        |                        |        |         |         |         | 9,7:1           |
| Propellerdrehzahl (min−1)       |        | 8.300                  |        |         |         |         | 750             |
| Gewicht (kg)                    |        | 2.900 (ohne Propeller) |        |         |         |         | 3.500           |
| MTBO (h)                        |        | 100                    |        |         |         |         | 5.000           |
| Gewicht (kg)                    |        |                        |        |         |         |         | 3.500           |
| Länge (mm)                      |        |                        |        |         |         |         | 4.837           |
| Länge (mm)                      |        |                        |        |         |         |         | 1.620           |